# Цомакион, Фёдор Михайлович
Фёдор Михайлович Цомакион (1848—1887) — российский физик, метеоролог.

## Биография
Родился 1 (13) февраля 1848 года. После окончания Симферопольской гимназии в 1865 году был зачислен студентом физико-математического факультета открывшегося в Одессе Новороссийского университета. Окончив в 1869 году университетский курс со степенью кандидата был оставлен при нём сначала в звании профессорского стипендиата (23 октября 1871 — осень 1873), а с 4 ноября 1877 года в должности сверхштатного лаборанта.  В 1879 году подвергался обыску как «политически неблагонадёжный».
Получил 27 марта 1880 года в Новороссийском университете степень магистра физики. Через год, 4 апреля 1881 года он был избран в Императорский Казанский университет доцентом физической географии, согласно представлению профессора Колли, основанному на рекомендации профессора Умова. С 12 февраля 1883 года ему было поручено преподавание физической географии и студентам историко-филологического факультета. По его инициативе в метеорологической обсерватории Казанского университета число наблюдаемых метеорологических величин было значительно расширено путём наблюдений за температурой почвы, солнечной радиацией, количеством испаряемой воды. В 1882-83 руководил работами обсерватории по Первому Международному Полярному Году (результаты специальных наблюдений по программе Полярного года, выполненные им, опубликованы им в 1884).
Получив 22 сентября 1884 года в Казанском университете степень доктора, 1 октября того же года назначен экстраординарным профессором. В 1885 году он начал издавать специальные сборники под заглавием «Наблюдения магнитно-метеорологической обсерватории Казанского университета». Он первым поднял вопрос о необходимости постройки при университете специальной магнитной обсерватории.
С 1 мая 1886 года — ординарный профессор, но вследствие тяжкой болезни уже 7 июня того же года вышел в отставку.
Скончался 19 июня (1 июля) 1887 года. Похоронен вместе с женой на 1-м христианском кладбище при храме Всех Святых в Одессе.

### Семья
Жена, Анна Ивановна Цомакион (1855—1922) — автор книг для библиотеки «Жизнь замечательных людей» Ф. Ф. Павленкова.
Сыновья:
- Борис (1879—1956) — учёный-физик, член-корреспондент АН УССР[2];
- Георгий (1884—1939) — профессор-медик и художник-любитель[3][4].